# بلاك بيرتشنايدر
بلاك بيرتشنايدر (بالإنجليزية: Blake Brettschneider)‏ (11 أبريل 1989 بليلبورن في الولايات المتحدة - ) هو لاعب كرة قدم أمريكي في مركز الهجوم. شارك مع منتخب الولايات المتحدة تحت 20 سنة لكرة القدم. أما مع النوادي، فقد لعب مع دي.سي. يونايتد ونيو إنجلاند ريفولوشن وRochester Rhinos ‏ وAtlanta Silverbacks U23's ‏ وأتلانتا سيلفرباكس وAtlanta Blackhawks ‏.

## روابط خارجية
- بلاك بيرتشنايدر على موقع الدوري الأمريكي (الإنجليزية)
- بلاك بيرتشنايدر على موقع قاعدة بيانات كرة القدم.إي يو (الإنجليزية)